# Janusz Wrzosek
Janusz Wrzosek (ur. 15 maja 1956) – polski lekkoatleta, skoczek wzwyż.
Zawodnik SKLA Sopot i Spójni Gdańsk. Jako osiemnastolatek reprezentował Polskę podczas mistrzostw Europy w Rzymie (2,05 m w eliminacjach i brak awansu do finału). Dwukrotnie uplasował się w czołowej ósemce mistrzostw Polski seniorów na stadionie – najwyższą lokatę – 4. uzyskał w 1975.
W 1975 został halowym mistrzem Włoch.

## Rekordy życiowe
- Skok wzwyż – 2,18 m (1974)[5]